# الشامية (بارق)
الشامية: قرية بمحافظة بارق في جنوب المملكة العربية السعودية. تقع في الشمالي الغربي لإمارة بارق على كيلين تقريباً، ويبلغ تعداد سكانها 240 نسمة حسب الإحصاء الذي جرى عام 2004.

## التسمية
الشَّامِيَّة - بكسر الميم وتشديد المثتناة التحتية مفتوحة، منسوبة إلى الشام - وسميت بهذا الأسم لكونها تقع شمال قبيلة آل سباعي، وفي عاميتهم كل ما كان ناحية الشمال سُمي (شام).

## الموقع
تقع الشامية في غربي الخرباء، شمال ساحل، جنوب الشفا على مسافة نصف كيل تقريباً.